# Wesley Alcegaire
Wesley "Wes" Alcegaire (Miami, Florida, 1 de octubre de 1994) es un jugador de baloncesto estadounidense que actualmente forma parte de la plantilla del Sportiva Italiana de la Liga Nacional de Básquetbol de Chile. Su posición es alero.

## Trayectoria deportiva

### Universidad
Nacido en Miami, Florida, es un alero que puede jugar de escolta formado en Archbishop Curley Notre Dame High School de su ciudad natal, hasta 2012, fecha en la que ingresó en la Universidad Liberty, situada en Lynchburg, en el estado de Virginia, donde jugaría durante dos temporadas la NCAA con los Liberty Flames, desde 2012 a 2014.
En 2014, cambia de universidad e ingresa en el Daytona State College de Daytona Beach en Florida. Al año siguiente, ingresa en la Universidad Estatal de Bowling Green en el estado de Ohio, donde juega dos temporadas la NCAA con los Bowling Green Falcons, desde 2015 a 2017.

### Profesional
Tras no ser elegido en el Draft de la NBA de 2017, en la temporada 2018-19 firma por el KK Bratunac de la Liga de baloncesto de Bosnia y Herzegovina.
En la temporada 2019-20, firma por el BK Inter Bratislava de la Slovakian Extraliga.
El 13 de agosto de 2021 se anunció que sería contratado por el club kosovar KB Rahoveci, sin embargo el acuerdo fue anulado dos semanas después. Por ese motivo el jugador migró a Suecia, donde fichó con el KFUM Nassjo Basket de la Svenska basketligan.
El 26 de septiembre de 2022, firma por el ZZ Leiden de la BNXT League.
Alcegaire se incorporó a Regatas Corrientes de la Liga Nacional de Básquet de Argentina en abril de 2023, luego de haber jugado un par de meses en Defensor Sporting de la Liga Uruguaya de Básquetbol. Al culminar la temporada, pasó por el Millón Yireh del Torneo de Basket Superior del Distrito Nacional de la República Dominicana, antes de volver a la Argentina en el mes de octubre, fichado por La Unión de Formosa.